# Grotti di Cama
I Grotti di Cama sono un complesso di 46 edifici, denominati Grotti, situati nella località di Cama, nella Regione Moesa del Cantone dei Grigioni, in Svizzera.

## Storia
Nati ad est del centro di Cama, i grotti sono stati realizzati dagli stessi abitanti a partire dal XVII secolo, con la volontà di creare un "paese accanto al paese"; sono stati costruiti con lo scopo di mantenere freschi gli alimenti, ad una temperatura attorno ai 5 °C; di fatto sono delle cantine costruite nella roccia.
Non essendo opera di architetti, rappresenta un ottimo esempio di architettura vernacolare-spontanea. 
Questo complesso di 46 edifici rappresenta il più importante complesso di grotti della Svizzera italiana. Nel 2009 questi Grotti hanno subito un importante restauro.